# Finotia
Finotia is een geslacht van rechtvleugeligen uit de familie Pamphagidae. De wetenschappelijke naam van dit geslacht is voor het eerst geldig gepubliceerd in 1884 door Bonnet.

## Soorten
Het geslacht Finotia omvat de volgende soorten:
- Finotia maxima Jannone, 1938
- Finotia spinicollis Bonnet, 1884